# Paul Zoelly
Paul Zoelly (* 6. April 1896 in Zürich; † 20. Januar 1971 in Dornach SO) war ein Schweizer Maler, Zeichner, Illustrator, Bildhauer und Schriftsteller.

## Leben und Werk
Zoellys Vater war Heinrich Zoelly, seine Mutter Clara Veillon. In Basel begann Zoelly Kunstgeschichte zu studieren, brach dieses jedoch ab und fing an zu malen, dann zu bildhauern. Später wandte er sich der Anthroposophie Rudolf Steiners zu und lebte bis zu seinem Tod in Dornach. Zoellys Partnerin war die Zeichenlehrerin Gredel Wagen. Zoelly war u. a. mit Joseph Gantner befreundet.
Als sich Rainer Maria Rilke ab November 1919 in Basel aufhielt, traf er u. a. auch auf Zoelly. Zoelly veröffentlichte 1928 das Büchlein des Bruderholz-Schwärmers. Darin befindet sich auch das illustrierte Gedicht Rilkeabend. Auf der Zeichnung sind folgende Personen abgebildet: Rilke, umringt von Niklaus Stoecklin und seinen Geschwistern, der Goldschmied und spätere Antiquar Fritz Stöcklin, Franziska Stoecklin und ihr späterer Ehemann Harry Betz, zudem die Buchhändlerin Lisbeth Link, «Die germanische Lise», deren Rilke später gerne gedachte.

«Etwas ist noch ergreifender als Blumen und ein Bild von Picasso. Die Armen.»